# Muro fronterizo Estados Unidos-México

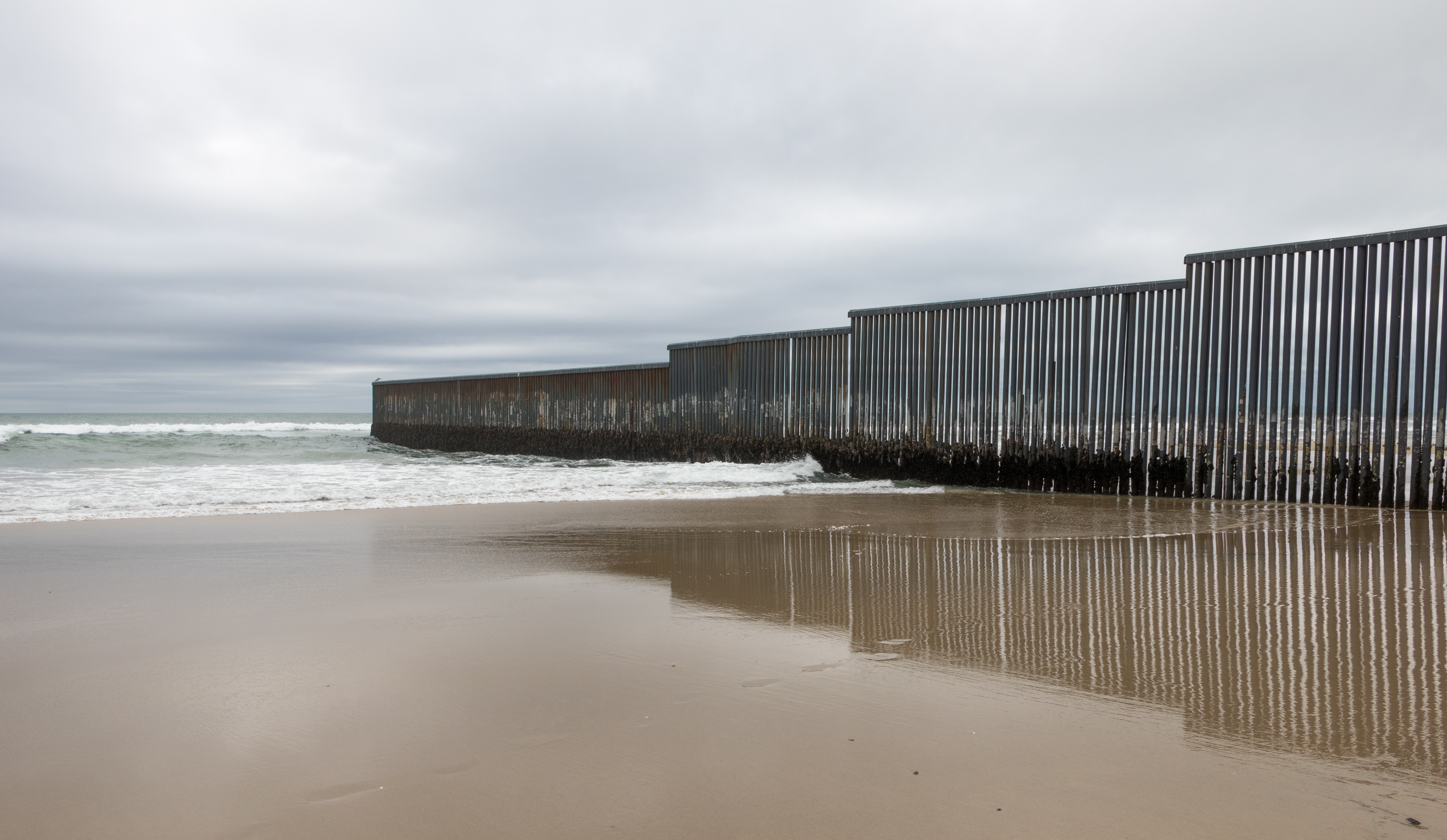
Muro junto al mar en playas de Tijuana (México).

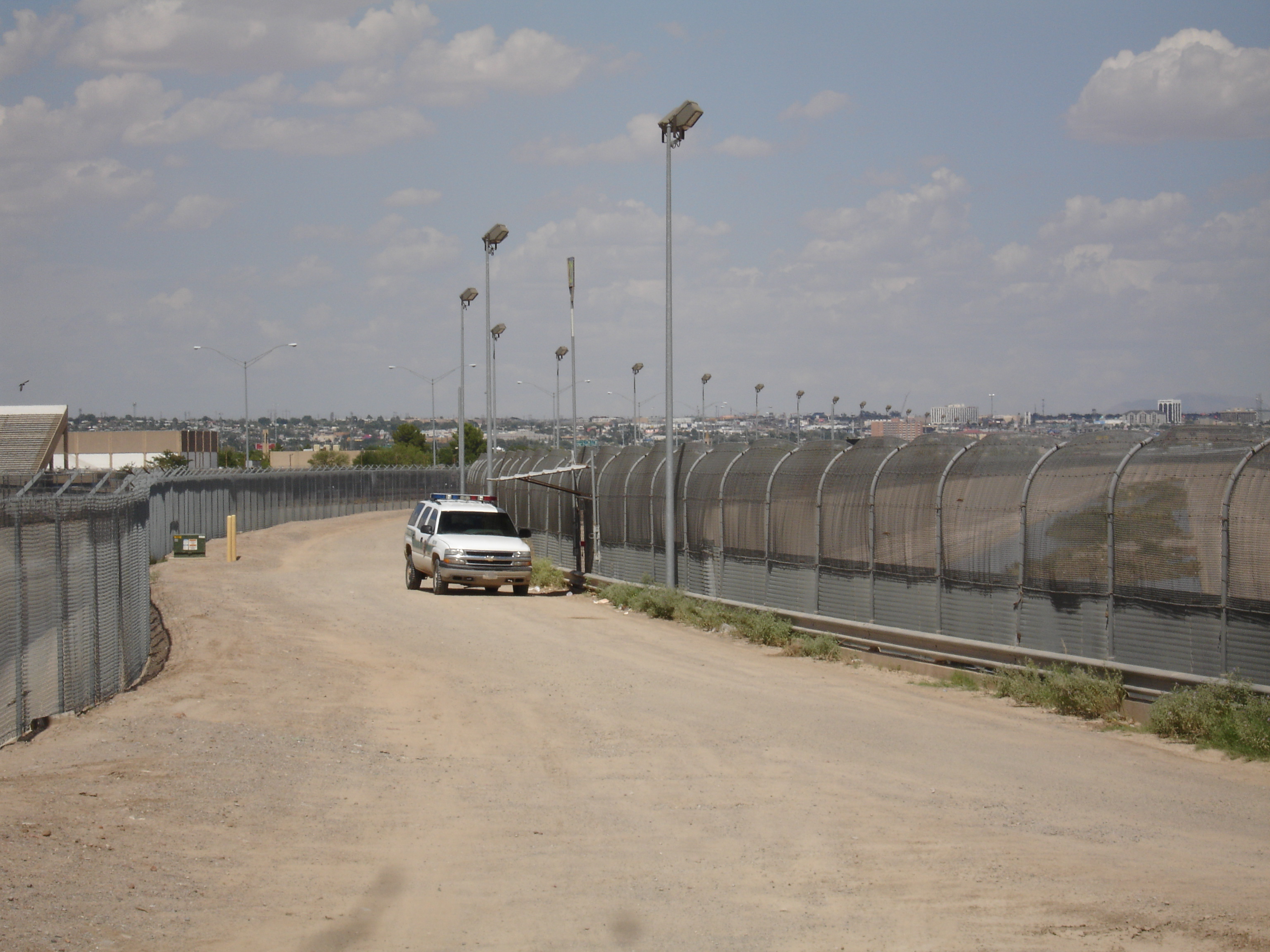
Frontera cerca de El Paso (Texas), en Estados Unidos.

El muro fronterizo Estados Unidos-México es una valla de seguridad construida por Estados Unidos en su frontera con México. Su construcción se inició en 1994, en el gobierno de Bill Clinton, bajo el programa de lucha contra la inmigración ilegal conocido como Operación Guardián a cargo de la fiscal general Janet Reno, pero tomó más entidad al ser un componente importante de las promesas de campaña del candidato y el presidente Donald Trump en 2017. Está formado por una barrera física de unos 900 km de extensión en la zona fronteriza de Tijuana (Baja California) – San Diego (California). El muro incluye tres barreras de contención, iluminación de muy alta intensidad, detectores de movimiento, sensores electrónicos y equipos con visión nocturna conectados a la policía fronteriza estadounidense, así como vigilancia permanente con camionetas todoterreno y helicópteros artillados. Existen otros tramos de muro en los estados de Arizona, Sonora y Nuevo México.
Inmigrantes ilegales (procedentes principalmente de México) intentan cruzar desde México a los Estados Unidos por zonas más peligrosas, como por ejemplo el desierto de Sonora, lo cual ha resultado en más de 10 000 muertes desde el inicio de su operación.
El congresista estadounidense republicano Duncan Hunter propuso el 3 de noviembre de 2005 un plan al Senado para reforzar la barrera fronteriza entre los dos países. La propuesta fue aprobada el 15 de diciembre del 2005, lo que significa la construcción de un muro fronterizo de alrededor de 1123 km. A esta escala, el muro sería sólo comparable con la Gran Muralla China. Finalmente, el Senado de los Estados Unidos aprobó el 17 de mayo del 2006 por mayoría (83 votos a favor y 16 en contra), la enmienda que prevé la construcción del citado muro con 595 km de extensión más 800 km de barreras para impedir el paso de automóviles.

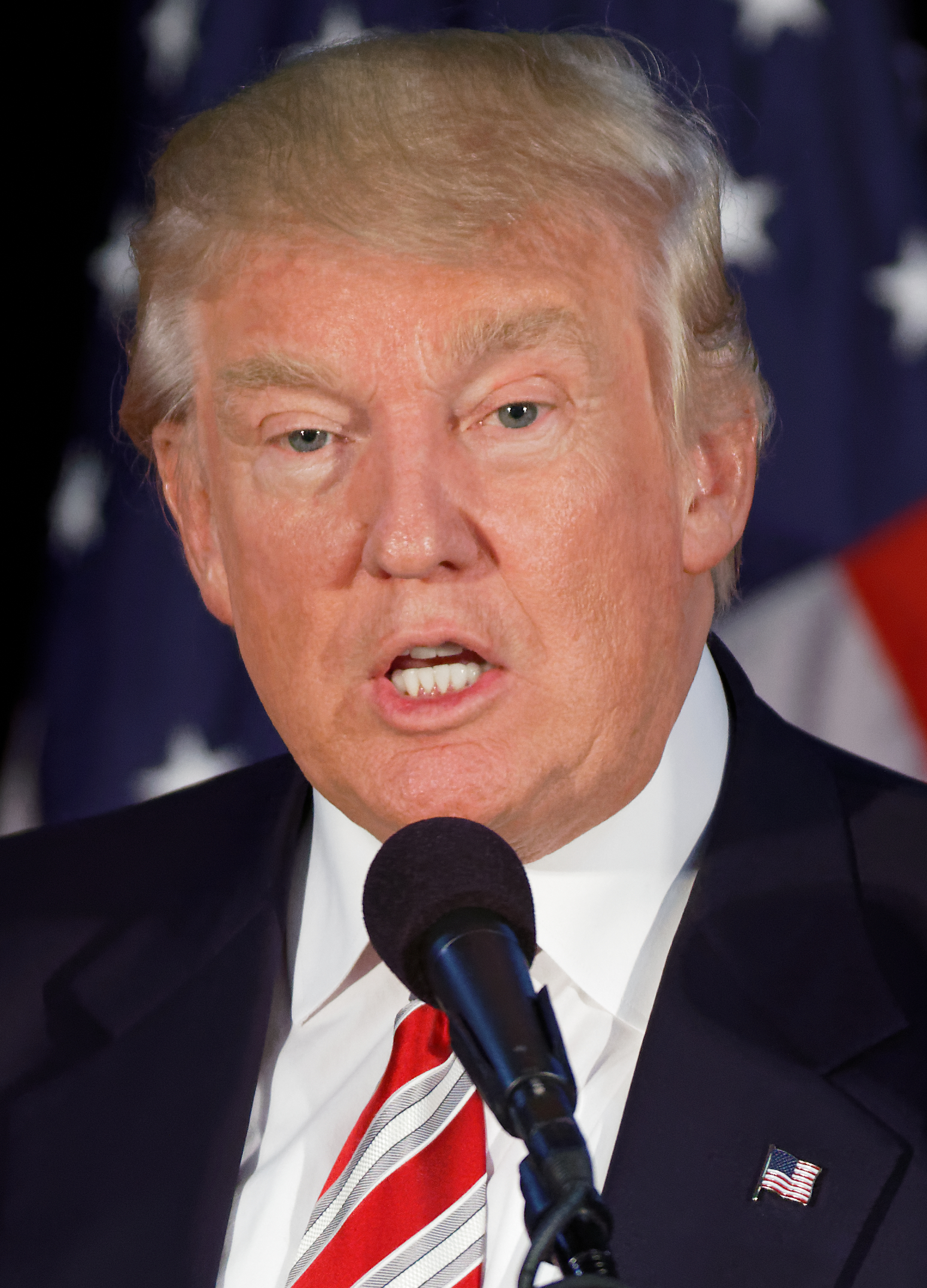
El 45° presidente de EE. UU., Donald Trump, impulsor del controvertido muro.

En su campaña para las elecciones presidenciales de Estados Unidos de 2016, el a la postre electo presidente Donald Trump se comprometió a construir un muro que abarcará toda la frontera sur de los Estados Unidos, y en repetidas ocasiones reiteró que México pagaría por su construcción a través del aumento de las tarifas de cruce de frontera y los aranceles del TLCAN.

## Rechazo a la resolución 2010
El gobierno federal de México, así como intelectuales y ministros de América Latina, la han criticado severamente, condenando la actitud del gobierno estadounidense.
Rick Perry, el gobernador de Texas, también expresó su oposición al bloqueo de la frontera.
El ex primer ministro canadiense Stephen Harper criticó la postura de Washington diciendo que las barreras inútiles entre los países pueden perjudicar al comercio y al turismo.
Granjeros y comerciantes del estado de Texas, manifestaron preocupación por la construcción del muro, pues temen que sus negocios se vengan abajo por la poca afluencia de inmigrantes y por bloqueo de las aguas del Río Bravo.
En Tulsa (Oklahoma), la Coalición del Sueño Americano estuvo incentivando a la comunidad hispana de los Estados Unidos a registrase para participar en las urnas en la elección federal de 2008, motivados por las graves acusaciones en contra de los inmigrantes ilegales en los spots televisivos, como consecuencia de la contienda electoral.
Patricia Madrid del Partido Demócrata, fiscal general del Estado de Nuevo México, expuso sus diferentes puntos de vista en un fiero debate político por el I Distrito Electoral del estado de Nuevo México al Congreso Federal estadounidense, donde cree que es necesario sacar a la gente de las sombras, darles la oportunidad de ir y venir libremente y trabajar, que se ganen el camino a una vida donde puedan pagar sus impuestos, no tener problemas con la ley y solicitar la ciudadanía.

## Crisis entre Estados Unidos de América y México del 2017
El 15 de mayo de 2018 el presidente estadounidense Donald Trump firmó un decreto de que autorizó la construcción de un muro en la frontera de EE UU con México. El mandatario estadounidense insistió en que dicha construcción sería financiada por México. Por su parte, el presidente mexicano Enrique Peña Nieto rechazó esa afirmación y aseguró en varias ocasiones que "México no pagará ningún muro". Por esta razón, Trump, solicitó al mandatario mexicano que cancelara su viaje a Estados Unidos En abril de 2017, Trump tuvo que renunciar a construir el muro en su primer año fiscal como presidente, como era su promesa. El Congreso de Estados Unidos no estaba dispuesto a permitir la inclusión de una partida en los presupuestos para la construcción del muro, y el gobierno tuvo que retirar esa partida para facilitar la aprobación del presupuesto. A este obstáculo se añadieron otros, como la resistencia de los propietarios de tierras en la zona fronteriza a ser expropiados.
El 15 de febrero de 2019 Donald Trump declara el estado de emergencia nacional para acceder a fondos con los que construir el muro con México. En una declaración televisada desde la Casa Blanca, Trump ha señalado que firma la declaración para proteger al país de una "invasión de drogas y criminales" que llega desde México y que ha calificado de un grave riesgo para la seguridad nacional. Según la Casa Blanca, el recurso de Trump le permitirá desviar 6600 millones de dólares en otras partidas presupuestarias de los Departamentos del Tesoro y de Defensa para dedicarlos a la construcción de una barrera fronteriza. Junto a los 1375 millones aprobados por el Congreso, conseguiría así casi 8000 millones de dólares, con los que busca erigir unos 376 nuevos km (234 millas) de una barrera fronteriza que estaría formada por postes de acero.
El 10 de mayo de 2018, el Secretario interino de Defensa de los Estados Unidos de América, Patrick Shanahan, anunció que destinaría una partida por 1500 millones de dólares para la construcción de 130 km de muro, donde casi cerca de 604 millones formaban parte de la ayuda a las fuerzas armadas en Afganistán.
La victoria de Joe Biden en las elecciones presidenciales de 2020 ha provocado un cambio en la política migratoria estadounidense, puesto que una de sus primeras decisiones como presidente fue ordenar el fin de la construcción del muro y planteándose incluso su demolición. Aunque en 2022 hubo un cambio de opinión por parte del Presidente Joe Biden debido a la creciente migración en la zona de Yuma.